# 手天童子
『手天童子』（しゅてんどうじ）は、 永井豪とダイナミックプロによって『週刊少年マガジン』（講談社）に1976年9月5日号から1978年4月30日号まで連載された漫画である。

## 概要
永井豪が『デビルマン』、『バイオレンスジャック』に続いて『週刊少年マガジン』誌上に発表した伝奇ロマンである。連載のかなり早い段階で結末が決定しており、それまでの伏線の数々がその結末へ収束していく、永井豪にしては珍しい作品である。
この作品の執筆中、体調不良など祟りと思われる現象が起こった、と作者は後に語っている。

## あらすじ
結婚の報告をしに墓参りに来た柴夫妻の目の前に、襲い掛かる鬼の手から赤ん坊を守る「戦鬼」が現れた。戦鬼は、柴夫妻に「15年たったら迎えに来る」と赤ん坊を託す。柴夫妻は「子郎」と名づけられた子を、我が子のように育てた。そして15年たち、次第に子郎の周りには奇怪なことが起こる。

## 主な登場人物
「声」は後述するOVA版において配役された声優。
手天童 子郎（しゅてんどう ジロー）
声：堀川亮
この物語の主人公。生まれて間もない赤子姿の時に、戦鬼に守られ現代社会へ現れた。その際、その場に居合わせた柴夫妻に預けられ、酒呑童子にちなみ、また「天からの手により授けられた子」という意味も含めて「手天童子郎」と名づけられる。苗字を「柴」としなかったのは、同じく居合わせた和尚の、15年後に迎えが来るのだからとの助言から。幼少期夕陽に照らされた影は鬼そのものであり、成長するにつれ、額に2本の角が現れたり超人的な力を身につけたりと、自身が鬼の化身「手天童子」であることに気づき始めたその頃より周囲で奇妙な出来事が起こり、次第に謎の戦いへと巻き込まれる。暗黒邪神教を倒した後、「鬼獄界（おんごくかい）」へ旅立つが、2100年の未来、平安時代を経て鬼獄界にたどりつき、最終的には現代に戻ってくる。ファーストネームはすべてカタカナの「ジロー」で表記され、それも謎のひとつとしてKCスペシャル版で加筆されたラストシーンで解決され、「柴 子郎」となった。
「意志を持ったエネルギー」とでも呼べる存在であり、終盤では太陽光などからのエネルギー吸収なども行えるようになった。
柴 竜一郎（しば りゅういちろう）
声：池水通洋
子郎の養父。新婚の頃に墓参りに訪れた寺で、目の前に現れた戦鬼により赤ん坊を託され、我が子のように育てる。子郎にまつわる謎を追う。
柴 京子（しば きょうこ）
声：高木早苗
子郎の養母で、竜一郎の妻。竜一郎同様、子郎を我が子のように溺愛する。そのため、子郎が鬼獄界へ旅立ったことを「鬼によって異空間に連れ去られた」と思い、発狂してしまう。入院した病院では、鬼への怨嗟から病室の壁に鬼が互いに争い、傷つけあう絵を描き始める。この絵が物語の謎を解く大きな鍵となる。
白鳥 美雪（しらとり みゆき）
声：島本須美
子郎に好意を持つ少女。高校では同級生でもある。子郎たちの戦いに巻き込まれる。ともに鬼獄界へ旅立つが、トラブルによって自身は護鬼、戦鬼と共に平安時代へタイムスリップする。
敵に捕まることが多く、その度に衣服を剥ぎ取られて全裸にされてしまう。原作・アニメ共に裸での登場がかなりの割合を占める。しかし、命の危機に何度も遭いながらも子郎への一途な愛情は変わることなく、人間の中では最後まで子郎と行動を共にした人物である。
白鳥 勇輔（しらとり ゆうすけ）
声：中原茂
美雪の兄で、妹を溺愛している。危険が及ぶからと、当初、子郎は美雪を遠ざけており、それによって悲しむ美雪を見かねて子郎に喧嘩を仕掛けたこともあった。後に子郎と共に戦い、壮絶な最期を迎える。
大山 直次郎（おおやま なおじろう）
声：梁田清之
関東一円をしきる代紋組組長の跡取り。実は「手天童子」を守ってきた護鬼の子孫。鬼谷との戦いで子郎たちを逃がすために殿を務め、魔導鬼に食われて壮絶な最期を遂げる。元々のキャラクターは「あばしり一家」の悪馬尻 直次郎。
無双 力 （むそう りき）
声：松岡洋子
元女子プロレスラー。通称、「リッキー」。「手天童子」を守ってきた護鬼の子孫で、髪型で隠した部分には2本の角があり、彼女の家系は成長すると共に角が大きくなる。子郎を守って絶命する。「電送人バルバー」などにもスター・システムとして登場している。
無双 ユウ （むそう ゆう）
無双力の妹で小学生。姉同様「手天童子」を守ってきた護鬼の子孫だが、まだ幼いため鬼との戦闘には加わらず、姉が亡くなった後、柴竜一郎に保護される。竜一郎の若い頃の写真を見て、鬼である自分の先祖にそっくりと不思議がり、それが子郎誕生の謎を解き明かすきっかけとなる。
梶 工作 （かじ こうさく）
声：不明
「手天童子」を守ってきた護鬼の子孫。暗黒邪神教の幻魔衆には及ばないもののESPの持ち主であり、幻魔衆の幻覚攻撃を跳ね返すことができる。
小谷 椰子夫 （こや やしお）
声：不明
通称「こややし」。 「手天童子」を守ってきた鬼の子孫。相撲部キャプテンであり人間離れした怪力と耐久力の持ち主。少々ヌケたところもあり、幻覚攻撃にかかりにくい。元々のキャラクターは「迷惑探偵イボ痔小五郎」シリーズに登場した探偵助手、コヤヤシ少年。
種村先生（たねむら）
声：佐久間レイ
子郎たちの担任である女性教師。子郎の飛び抜けた能力と陰のある美貌に惹かれていたが子郎をおびき出す為に「暗黒邪神教」に捕らえられる。旧校舎に連れ去られ全裸で人質にされてしまう。子郎に助けられたが、鬼の分身を体内に入れられたことで精神が鬼に操られており、隙をついて子郎を背後から捕らえた。子郎もろとも結命党の凶刃を受け、即死した。
鬼谷（きたに）
声：石丸博也
新任の生物教師。鬼の一族を名乗る。正体は「暗黒邪神教」の魔導師で、魔導鬼の主。戦鬼と戦い死亡。
邪腕坊 苦海（じゃわんぼう くかい）
声：荒川太郎
「暗黒邪神教」争魔衆の1人。異形なまでに大きな鬼の腕をもつ大男だが、アイアンカイザーの記憶の中では我が子を愛する一人の父親だった。
魔邪利 妖念（まじゃり ようねん）
声：内海賢二→小林修
「暗黒邪神教」の宗主。追い詰められた末に京子を殺そうとするが、本尊である邪来の頭頂部にある顔と京子が瓜二つなことに気付いた瞬間護鬼に斬られ、疑問を抱いたまま死ぬ。
アイアンカイザー
声：大塚明夫
邪腕坊苦海の息子。子郎を父の仇と狙うサイボーグ戦士。
21世紀中に地球を攻めてきた異星人を撃退した英雄であり、その功績からあらゆる超兵器（小型核弾や疑似ブラックホール発生器など）を身体に内蔵することを許可されている。
母の予知した父の仇である子郎の来る日を待ち続け、年老いた身体を全身サイボーグ化する事で、鬼の末裔としての超能力と超兵器サイボーグの能力を併せ持つ超戦士になっていった。
宇宙から帰還した子郎の前に出向いて仇討ちを宣言しての戦いとなり、宇宙港や近郊の都市のみならず、駆け付けた地球軍を巻き込んで各地に甚大な被害を与え続け、このまま子郎がこの世界に留まる事は地球の存続にかかわると判断した政府の判断により、理論上、生物は送れないタイムマシンで子郎を過去へと送った（子郎はエネルギー体であるため過去への移動が可能）際、その後を追って無理やり過去へと追いかけるも、時空歪曲エネルギーによってその体は完全に破壊されたが、その執念から異形のエネルギー生命体と化しながらも、復讐の念と共に平安時代で子郎と戦う。

## 子郎を守る鬼たち
戦鬼
声：郷里大輔
襲い掛かる鬼を払いのけ、「15年後に迎えに来る」と竜一郎に子郎を託した巨大な鬼。子郎が成長するまで、姿を隠しながらも常にその傍についていた。子郎と共に戦いの旅を続ける。物語のクライマックスでは、自分は子郎や護鬼と違って余りにも怪物であり、そのために人間界には住めないと語り、鬼獄界の戦いで生き残った、かつては敵であった鬼たちを連れて、時代も空間も遠く離れた宇宙へと旅立った。旅立つ際には子郎を「兄弟」と呼び、自分たち鬼は決して愛されてはいないと自覚しながらも母への愛を伝えている。
後に鬼たちは辿り着いた星に住み着いて争いの果てに強大な軍事国家を築き上げるが、その凶暴な性格から他の異星人に忌避されて争いになり、宇宙にあってはならない危険な種族として滅ぼされ、その顛末を未来へ飛ばされた子郎は目撃している。
護鬼
声：玄田哲章
子郎と共に戦いの旅を続ける鬼で、角は2本。体長は比較的人間サイズである。子郎には、時には部下、時には師、そして時には父のように接する。その顔は若き日の竜一郎に似ていた。鬼獄界での鬼達との最後の戦いの後、平安時代の日本での生活を選ぶ。当時の女性と結婚して子を成し子供たちに「手天童子郎という若者が現れた時、命を賭けて子郎を護れ」という遺言を遺し、子孫達はその遺言を代々引き継いでいた。
最終話にて、子郎を護るために戦った大山直次郎、無双力、梶工作、小谷椰子夫は護鬼の子孫であった事が護鬼から子郎に告げられている。

## 物語の世界観
鬼獄界（おんごくかい）
無の空間にある日突然発生した異形の星。鬼の世界。四角い箱の様な形でその内側に互いに争い、殺し合う「鬼の世界」が存在する。それは京子と竜一郎の鬼への怨念と子郎への愛が次元を越えて具現化した世界だった。
結命党
鬼を崇拝する、不良たちの集団。
暗黒邪神教
鬼の血を引くものたちの教団。鬼の身体や精神力を受け継ぐ。そのため鬼獄界を滅ぼすと伝えられた手天童子抹殺を使命とする。
大暗黒死夜邪来
邪神教の本尊であり、鬼獄界の創造主とされる。頭頂部には女性の顔があり、その顔は京子に瓜二つである。
魔邪利妖念一派
争魔衆
邪腕坊苦海をはじめとした異形の肉体と、異形の力をもった者たち。
幻魔衆
幻覚や予知といったESPに長けた者たち。

魔導四天王
鬼聞天 殺聖
鬼長天 邪王
鬼目天 大魔
鬼国天 死神

## 単行本
永井豪作品に例にもれず、KCスペシャル版など再刊行される際に改訂がなされ、一部の展開やラストシーンが描き改められたりしている。
- KCマガジン 全9巻 1977年 講談社刊
- KCスペシャル 全5巻 1985年 講談社刊
- 豪華愛蔵版 全6巻 1988年 講談社刊
- 扶桑社文庫 全6巻 1996年 扶桑社刊
- 講談社漫画文庫 全4巻 2001年 講談社刊

## 小説
永井泰宇（永井豪の実兄）によるノベライズ。泰宇はダイナミックプロのスタッフとして、漫画の創作にも準備段階から関わっていた。
- カドカワノベルズ 全6巻 角川書店刊

## アニメ
- OVA 全4巻 日本コロムビア

### スタッフ
- 監督：西村純二（1,2話）、川越淳（3話）、須藤昌朋（4話）
- 脚本：十川誠志
- 作画監督：本橋秀之（1,2話）、平山智・須藤昌朋（3,4話）
- 音楽：安西史孝
- 美術監督：松宮正純
- 撮影監督：細野正
- 音響監督：山崎あき
- アニメーション制作：スタジオシグナル

### サブタイトル
1. 憑鬼の章（1989年12月21日発売）
2. 降魔の章（1990年7月1日発売）
3. 鉄鬼の章（1991年3月1日発売）
4. （完結編）鬼獄の章（1991年12月21日発売）

## 邪神戦記
『月刊プリンセス』1975年2月号に掲載された短編で、掲載時タイトルは「手天童子」であったが後に改題されている。役小角の子孫である小角ゆう（女子中学生）が、ある日突然鬼に襲われるという物語で、『バイオレンスジャック』「アイアンカイザー編」に引用されている。本来は「手天童子編」の予定であったが、書こうとすると体調が悪くなったため、変更するに至ったという。

## 降魔伝 手天童子
『チャンピオンRED』（秋田書店）にて、2002年10月号から2005年12月号まで連載された、夏元雅人によるリメイク作。オリジナルのキャラクターに加え、えん魔くん一党とキューティーハニーを元にしたキャラクターも登場する。
- 夏元雅人 『降魔伝 手天童子』 秋田書店〈チャンピオンREDコミックス〉、全7巻
  1. 2003年4月17日発売 ISBN 4-253-23063-6
  2. 2003年9月25日発売 ISBN 4-253-23064-4
  3. 2004年4月15日発売 ISBN 4-253-23065-2
  4. 2004年9月22日発売 ISBN 4-253-23066-0
  5. 2005年2月19日発売 ISBN 4-253-23067-9
  6. 2005年8月20日発売 ISBN 4-253-23068-7
  7. 2005年12月20日発売 ISBN 4-253-23069-5